# Directamente Encarna
Directamente Encarna va ser un programa de ràdio espanyol, emès per la cadena COPE entre 1984 i 1996, presentat i dirigit per Encarna Sánchez.

## Història
La directora i presentadora del programa havia fitxat per l'emissora COPE en 1983, incorporant Encarna de noche, el programa que, des de 1978, realitzava a Radio Miramar. Un any més tard, canvia la seva franja d'emissió a l'horari vespertí i, sota el títol de Directamente Encarna, el programa comença a emetre's l'1 d'octubre de 1984.
Durant l'última temporada, el programa, a causa de la baixa per malaltia d'Encarna Sánchez, va ser presentat per Esperanza Marugán.
L'espai va deixar d'emetre's a l'abril de 1996, després de la defunció de la seva directora i presentadora, i fou substituït en la seva franja horària per La tarde de Cope, un altre programa de similar estructura presentat per Mari Cruz Soriano.

## Estructura
Amb format de magazine, al llarg de tres hores, de cinc a vuit de la tarda, combinava anàlisi política, crònica social, música, entrevistes i la tertúlia denominada Mesa Camilla.

## Col·laboradors
Entre els nombrosos col·laboradors que van tenir presència en el programa al llarg dels seus onze anys d'emissió, hom pot esmentar Tico Medina (en 1985), Jaime Peñafiel, Graciano Palomo, Carlos Fernández, Mila Ximénez (1985-1987) Mari Carmen Yepes, Paquita Rico, Carmen Jara, Corín Tellado, Pilar Urbano i la cantant Marujita Díaz (les dues últimes incorporades en 1988)

## Audiències
Durant els seus primers deu anys d'emissió, el programa va ser líder indiscutible d'audiència en la seva franja horària, amb 565.000 oïdores de mitjana en estimació de l'Estudi General de Mitjans, si bé en els últims anys aquest lideratge seria amenaçat per La radio de Julia, de Julia Otero a Onda Cero i La Ventana de Javier Sardá a la Cadena SER. En juliol de 1994 Otero va superar en audiència Directamente Encarna, que pocs mesos després recuperava el lideratge.
Segons l'Estudi General de Mitjans el perfil mitjà d'oïdor era dona major de 65 anys i de classe mitjana-baixa.

## Polèmiques
Al llarg dels seus dotze anys d'història, i atribuït a vegades al fort caràcter de la presentadora, van ser diverses les polèmiques que es van produir en el programa:
- En 1985, el col·laborador del programa Jorge Fiestas va anunciar davant els micròfons que el cantant Miguel Bosé patia una greu malaltia "de moda" (en al·lusió indirecta al SIDA, que en aquella època era mortal i equivalia, a més, a una condemna social) declaració que era confirmada per Encarna Sánchez. Tots dos van ser condemnats a indemnitzar al cantant, davant la falsedat de la notícia.[8][9]

- En 1991 Encarna Sánchez va inferir difamacions contra la periodista Ketty Kauffman, segons declara la sentència judicial que la va condemnar tres anys més tard.[10]

- En 1995, la presentadora abandonava en directe l'espai, després de manifestar davant els oïdors el seu malestar per la retallada en la durada del programa perquè es retransmetés el Giro d'Itàlia pel periodista José María García.[11]

## Premis
- Premi Ondas 1993 a Encarna Sánchez.